# Path of Exile
Path of Exile est un jeu vidéo de type action-RPG situé dans un univers de dark fantasy. Il est développé et produit en Nouvelle-Zélande par le studio Grinding Gear Games (en).
Path of Exile est un jeu free-to-play, c'est-à-dire sans abonnement ni achat initial, librement téléchargeable mais offrant la possibilité de faire des micro-transactions dans le jeu.

## Historique
Le développement du jeu commence en 2006 dans le garage d'un des fondateurs de l'entreprise : Chris Wilson.
Les serveurs de l'alpha sont créés début 2010.
La bêta fermée commence le 10 août 2011.
Le 23 janvier 2013, la bêta ouverte commence avec le déploiement du patch 0.10. L'entreprise est alors constituée de 25 employés. Le nombre de joueurs inscrits atteint les deux millions en mars 2013.
Le 23 octobre 2013, le jeu sort de sa phase de bêta et est lancé sur Steam ainsi que sur le site de Grinding Gear Games,,,,. Le nombre de joueurs inscrits atteint les quatre millions en décembre 2013. À partir de cette date, des extensions sont régulièrement proposées aux joueurs.
Début 2017, le studio annonce le développement d'une version du jeu pour Xbox One. La version console du jeu est free-to-play à l'instar de la version PC. Elle propose une interface adaptée à l'utilisation d'une manette ainsi que d'autres ajustements liés aux contrôleurs. Les joueurs Xbox One ont un royaume dédié et séparé de celui des joueurs PC. La version Xbox One du jeu sort le 24 août 2017.
En mai 2018, le studio de développement annonce l'organisation de l'Exilecon. Il s'agit d'une convention Path of Exile qui se déroula en Nouvelle-Zélande fin 2019. Le même mois, Grinding Gear Games annonce que Tencent « a fait l’acquisition de la majorité des parts de Grinding Gear Games ».
Le 26 mars 2019, le jeu sort sur PlayStation 4.
Le 15 novembre 2019, Path of Exile 2 est annoncé lors de l'Exilecon ainsi que l'arrivée pour 2020 du portage du jeu pour MacOS et de Path of Exile Mobile, une version du jeu spécialement conçue pour les terminaux iOS et Android.
Lors de l'Exilecon 2023, Grinding Gear Games annonce que Path of Exile 2 n'est plus une évolution de Path of Exile 1 mais un jeu à part entière .